# XII. Fliegerkorps
Das XII. Fliegerkorps war ein Großverband der Luftwaffe der Wehrmacht im Zweiten Weltkrieg.

## Geschichte
Das XII. Fliegerkorps wurde am 1. August 1941 in Zeist in den deutschbesetzten Niederlanden aus der 1. Nachtjagd-Division mit ihren Nachtjagdgeschwadern gebildet. Ab dem 10. August wurden dem Korps auch die Tagjagdgeschwader unterstellt. Damit konzentrierten sich sämtliche Jagdgeschwader zur Verteidigung des Luftraumes über dem Deutschen Reich bei Tag und bei Nacht in diesem Korps. Es stand bis zum 15. September 1943 unter dem Kommando des Luftwaffenbefehlshaber Mitte.
In dem Korps waren alle militärischen Mittel zusammengefasst, die zur Abwehr alliierter Tag- oder Nachtbomberangriffe nach dem Himmelbett-Verfahren erforderlich waren. Zum Betrieb der aufwendigen Organisation standen dem Korps am 31. August 1943 insgesamt 88.112 Personen zur Verfügung, davon 2.352 Offiziere, 681 Beamte, 66.778 Unteroffiziere und Mannschaften, 16.509 Luftwaffenhelferinnen und 1.792 russische Hilfswillige. Diese betrieben 26 Nachtjagd-, 12 Jagd- und 4 Zerstörergruppen, dazu 585 Würzburg-Geräte, 200 Freya-Geräte, 8 Fernstsuchanlagen und 270 Seeburg-Auswertetische. Statistisch gesehen waren für jedes der 756 einsatzbereiten Jagdflugzeuge des Korps 116 Personen erforderlich um es an den vorher erfassten Feind ranzuführen. Seine Verbände waren überwiegend in den besetzten Gebieten der Niederlande, Belgiens, Nordfrankreichs und in den nordwestlichen Gebieten des Deutschen Reiches stationiert.
Am 15. September 1943 wurde das Korps in I. Jagdkorps umbenannt.

## Personen

### Kommandierender General
| Dienstgrad   | Name            | Datum                                  |
| ------------ | --------------- | -------------------------------------- |
| Generalmajor | Josef Kammhuber | 16. Oktober 1940 bis 14. Dezember 1943 |

### Chef des Stabes
| Dienstgrad | Name            | Datum                                |
| ---------- | --------------- | ------------------------------------ |
| Oberst     | Ludwig Hoffmann | 1. April 1942 bis 15. September 1943 |

## Unterstellung
| Unterstellung                | von            | bis                |
| ---------------------------- | -------------- | ------------------ |
| Luftwaffenbefehlshaber Mitte | 1. August 1941 | 15. September 1943 |

## Unterstellte Verbände
| 28. Juni 1942      | direkt unterstellt                  | Stab, I., II. und IV./Jagdgeschwader 1                                                                                      |
| 28. Juni 1942      | Jagdfliegerführer Mitteldeutschland | IV./Nachtjagdgeschwader 3; I. und III./Nachtjagdgeschwader 4; Stab, I. und III./Nachtjagdgeschwader 5                       |
| 28. Juni 1942      | 1. Flakscheinwerfer-Division        | Flakscheinwerfer-Regimenter 1, 2, 3 und 4                                                                                   |
| 28. Juni 1942      | 2. Flakscheinwerfer-Division        | Flakscheinwerfer-Regimenter 5, 6, 7 und 8                                                                                   |
| 1. Oktober 1942    | 1. Jagddivision                     | Stab, I., II. und III./Nachtjagdgeschwader 1; Stab, I., II. und III./Nachtjagdgeschwader 2                                  |
| 1. Oktober 1942    | 2. Jagddivision                     | Stab, I., II. und III./Nachtjagdgeschwader 3                                                                                |
| 1. Oktober 1942    | 3. Jagddivision                     | Stab, I., II. und III./Nachtjagdgeschwader 4                                                                                |
| 1. Oktober 1942    | 4. Jagddivision                     | Stab, I., II. und III./Nachtjagdgeschwader 5                                                                                |
| 1. Oktober 1942    | 5. Jagddivision                     | Stab, I., II. und III./Nachtjagdgeschwader 6                                                                                |
| 15. September 1943 | 1. Jagddivision                     | Stab, I., II. und III./Nachtjagdgeschwader 5; Nachtjagdgruppe 10                                                            |
| 15. September 1943 | 2. Jagddivision                     | Nachtjagdraumführer 1, Nachtjagdraumführer 2, Nachtjagdraumführer 3, Nachtjagdraumführer 100                                |
| 15. September 1943 | 3. Jagddivision                     | Nachtjagdraumführer 7, Nachtjagdraumführer 8, Nachtjagdraumführer 9, Nachtjagdraumführer 103                                |
| 15. September 1943 | 4. Jagddivision                     | Nachtjagdraumführer 10, Nachtjagdraumführer 11, Nachtjagdraumführer 12, Nachtjagdraumführer 104, Nachtjagdraumführer 104    |
| 15. September 1943 | 5. Jagddivision                     | Nachtjagdraumführer 106, Nachtjagdraumführer 107, Nachtjagdraumführer 108, Nachtjagdraumführer 104, Nachtjagdraumführer 104 |

Anmerkungen
1. ↑  Bedeutung der Abkürzungen, siehe Organisation der Geschwader